# Джеймс Лі Пітерс
Джеймс Лі Пітерс (англ. James Lee Peters; 13 серпня 1889 — 19 квітня 1952) — американський орнітолог. Автор описання нових таксонів.

## Біографія
Він народився в Бостоні, штат Массачусетс. У 1912 році закінчив Гарвардський університет.
Інтерес Петерса до природної історії виник рано. В юності здійснив дослідницьку мандрівку з Артуром Клівлендом Бентом, Чарльзом Гаскінсом Таунсендом і Х. К. Джобом на острови Мадлен. Трьома ранніми наставниками Пітерса були Чарльз Джонсон Мейнард, суддя Чарльз Дженні та Аутрам Бенгс.
Зрештою, Пітерс став куратором департаменту птахів у Музеї порівняльної зоології Гарвардського університету. У 1942—1945 роках він був президентом Американської спілки орнітологів, а також певний період був президентом Міжнародної комісії із зоологічної номенклатури.
Пітерс найбільш відомий своїм багатотомним Переліком птахів світу (Check-list of Birds of the World, 1931–52), який називають просто Переліком Пітерса. Порівняно з попередніми контрольними списками, складеними Річардом Боудлером Шарпом, список Петерса містив підвиди (триноміальна номенклатура). За перші чотири томи Пітерс нагороджений медаллю Брюстера. Пітерс помер, не закінчивши роботу, і останні томи, а також оновлення деяких томів, були завершені Ернстом Майром, Джеймсом Грінвеєм, Мелвіном Алвахом Трейлором молодшим та іншими, а останній том 16 був опублікований у 1987 році. Цей контрольний список дуже вплинув на орнітологію та прямо чи опосередковано використовувався як основа для багатьох сучасних контрольних списків, таких як «Контрольний список птахів світу Клементса» Джеймса Клементса, «Повний контрольний список птахів список Говарда та Мура» під редакцією Едварда К. Дікінсона, Поширення та таксономія птахів світу Чарльза Сіблі та Берта Монро, Контрольний список птахів Північної Америки AOU від AOU та контрольний список птахів Південної Америки від AOU SACC.